# 田辺眞人
田辺 眞人（たなべ まこと、1947年（昭和22年）10月4日 - ）は、日本の歴史家。園田学園女子大学名誉教授。

## 来歴
兵庫県神戸市に生まれる。兵庫県立兵庫高等学校から関西学院大学文学部史学科を卒業。1986から1991年にかけてニュージーランド教育省、国立マッセイ大学に勤務。園田学園女子大学教授（歴史学・比較文化論）を経て、同大学名誉教授。県立兵庫津ミュージアム名誉館長・兵庫県阪神シニアカレッジ学長・宝塚市大使・三田市文化財保護審議会委員・ニュージーランド学会顧問も務める。
地域史研究に対して兵庫県文化賞・神戸市文化賞・宝塚市市民文化賞・ロドニー賞、教育功労に対して文部科学大臣表彰・県知事表彰、兵庫県から県勢高揚功労者表彰などを受ける。また第45回放送文化基金賞（個人・放送文化部門）・平成３年度日本民間放送連盟賞（ラジオ教養番組部門最優秀賞）などを受賞。その間、宝塚市教育委員長や神戸学院大学客員教授・川西市生涯学習短期大学学長・宝塚市文化財団理事長・ニュージーランド学会副会長・NHK（近畿地区）番組審議会委員・ラジオ関西番組審議会委員・兵庫県史編纂委員・兵庫県政150周年記念事業推進協議会委員・兵庫県庁発祥の地記念事業検討委員長などを歴任。また、関西学院大学・京都芸術短期大学・聖和大学・神戸親和女子大学・神戸市看護大学などの非常勤講師として、地域学やオセアニア文化論などを講義した。文化や歴史を活かした街づくりや観光振興などの審議会や助言者として活動する。現在、自然総研名誉顧問、神戸新聞文化財団や学校法人園田学園の評議員のほか、神戸まちと歴史の研究会・温泉文化倶楽部・神戸歴史クラブの各会長でもある。

## 著作

### 単編著書
- 神戸の伝説（のじぎく文庫）ISBN 4875210760
- 東灘歴史散歩（東灘区役所）
- 中央区の民話（中央区役所）
- 須磨の歴史散歩（須磨区役所）
- AN EXPLORATION OF HISTORIC KOBE（神文書院）
- ニュージーランドの風土と生活（神文書院）ISBN 4-915646-23-8
- 宝塚市大事典（宝塚市役所）
- 神戸人物史（神戸新聞総合出版センター）ISBN 978-4-343-00564-9
- 平清盛と神戸（神戸新聞総合出版センター）ISBN 978-4-343-00664-6
- 神戸かいわい歴史を歩く（神戸新聞総合出版センター・のじぎく文庫）ISBN 978-4-343-01151-0

### 共著
- 兵庫県の農村舞台（和泉書院）ISBN 4870887673
- ネオ・フォークロア入門　あまがさき発「街かど学」のすすめ（神戸新聞総合出版センター）ISBN 4875212100
- もっと知りたいニュージーランド（弘文堂）ISBN 4335510853
- ニュージーランド入門（慶應義塾大学出版会）ISBN 4766407105
- 神戸阪神歴史探訪（神文書院）ISBN 4-915646-30-0
- 神戸の歴史ノート（神戸新聞総合出版センター）ISBN 978-4-343-00965-4

### 監修書
- 神戸の100年（郷土出版社）ISBN 4-87663-518-8
- 神戸今昔写真集（樹林舎）ISBN 978-4-902731-32-3
- 宝塚・伊丹・川西・猪川の100年（郷土出版社）ISBN 4-87670-173-3
- 宝塚まちかど学（神戸新聞総合出版センター）ISBN 9784343008671
- 灘の歴史（神戸新聞総合出版センター）ISBN 9784343006455
- 阪神沿線　まちと文化の110年（神戸新聞総合出版センター）ISBN 9784343008497
- 三田ビール検定　公式テキスト（三田市）ISBN 978-4-343-00946-3
- 神戸の150年（樹林舎）ISBN 978-4-908436-14-7

### 連載
- 風土と文化（兵庫県予防医学協会発行『あすの健康』）
- 田辺眞人の放課後チャット（Dジャーナル発行『D Journal』）

## 出演
- 新兵庫史を歩く（NHK神戸放送局）
- 田辺眞人のまっこと!ラジオ（ラジオ関西）
  - 田辺眞人のまっこと!ラジオ～きちょくれ大分スペシャル!!～ - 2015年3月1日と2016年3月13日は大分放送OBSラジオとの2局ネット。OBSのスタジオからの放送であった[2][3]。
- これまでに、Kobeニューアングル・兵庫ナウ・好き神戸（サンテレビ）、神戸レディースサンデー・街と暮らしとミュージック・三上公也の情報アサイチ！・はばたけ兵庫（ラジオ関西）などに出演。